# ريسيندي (لاعب كرة قدم برازيلي)
رافائيل دوس سانتوس ريسيندي (5 مارس 2000 في البرازيل - ) هو لاعب كرة قدم برازيلي في مركز الوسط.

## مسيرة اللاعب
لعب في الفئات السنية في نادي فلومينينسي وانتقل إلى نادي الشارقة في صيف 2019 وأعير إلى نادي خورفكان مطلع عام 2020 وأعير إلى نادي البطائح مطلع عام 2021.